# Josh Green (koszykarz)
Josh Green (ur. 16 listopada 2000 w Sydney) – australijski koszykarz, występujący na pozycji rzucającego obrońcy, od 2020 zawodnik Dallas Mavericks.
Wystąpił trzykrotnie w spotkaniach wschodzących gwiazd − McDonald’s All-American (2019), Nike Hoop Summit (2018, 2019). W 2019 został zaliczony do III składu USA Today's All-USA.
18 lutego 2021 został przypisany do zespołu G-League − Salt Lake City Stars.

## Osiągnięcia
Stan na 18 września 2023, na podstawie, o ile nie zaznaczono inaczej.

### NCAA
- Zaliczony do II składu Preseason Pac-12 (2020)

### Reprezentacja
- Brązowy medalista olimpijski (2020)[3]
- Uczestnik mistrzostw świata (2023 – 10. miejsce)[4]